# Polžice (Bezdružice)

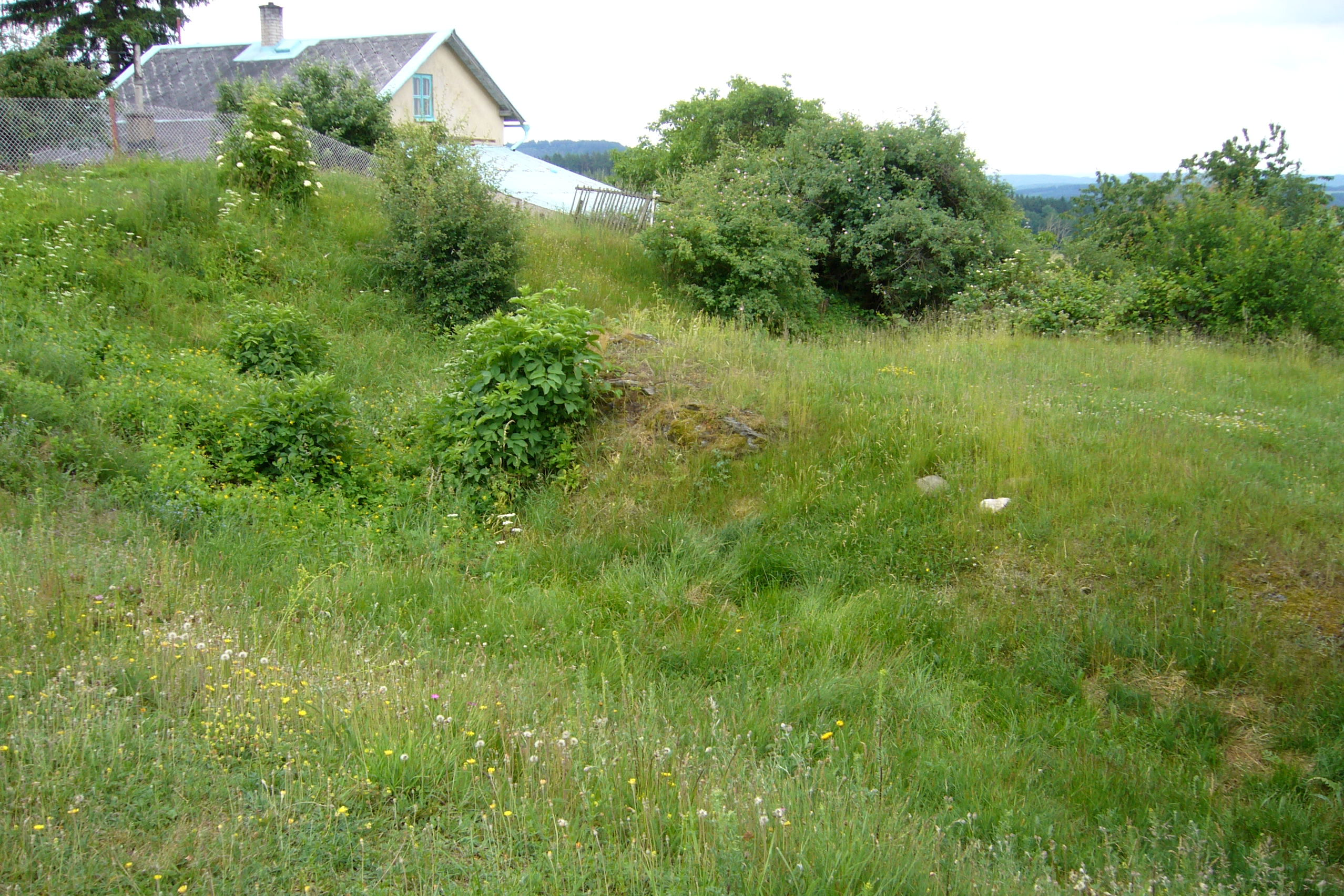
Dolní Polžice - tvrziště s příkopem a částí centrálního pahorku

Polžice jsou bývalá obec na území dnešního města Bezdružice v okrese Tachov (historicky patřila postupně pod okresy Teplá, Planá, Stříbro). Katastrální území Polžice u Bezdružic je rozděleno na dvě evidenční části města Bezdružice:
- Dolní Polžice, do roku 1947 pouze Polžice[1], německy Polschitz[2]
- Horní Polžice, německy Harlosee[3]

Jméno Polžice původně nesly dnešní Dolní Polžice. První písemná zmínka o Polžicích se objevuje v roce 1227. Harlosee vznikla teprve v poslední třetině 18. století při panském ovčíně, kterému předcházela palírna potaše. V roce 1947 byla osada Polžice přejmenována na Dolní Polžice z důvodu přejmenování sousední osady Harlosee na Horní Polžice. Do roku 1960 byly Dolní Polžice i Horní Polžice osadami obce Polžice. Od roku 1961 se Dolní Polžice i Horní Polžice staly součástí města Bezdružice.
Podle sčítání lidu z roku 1921 žili v obou osadách pouze obyvatelé německé národnosti a římskokatolického vyznání. Při sčítání v roce 1931 žili v Dolních Polžicích také tři cizinci a dva evangelíci.